# Siamesische Saugschmerle
Die Siamesische Saugschmerle (Gyrinocheilus aymonieri) ist ein südostasiatischer Süßwasserfisch aus der Familie der Saugschmerlen. Sie kommt in Thailand auf der nördlichen Malaiischen Halbinsel (Provinz Trang, Tapi), im Mae-Klong-Becken und in den Einzugsgebieten der Flüsse Mekong und Mae Nam Chao Phraya (Chao-Phraya-Fluss) vor.

## Merkmale
Sie erreicht eine Länge von maximal 27 bis 29 cm, bleibt meistens aber kleiner. Der Körper ist langgestreckt und seitlich kaum abgeflacht. Die Grundfarbe jüngerer Fische ist graubraun bis olivbraun mit einem Band dunklerer, miteinander verbundener Flecken an den Seiten. Ältere Fische werden dunkler, manchmal fast schwarz. Kennzeichnendes Merkmal der Art und der Gattung ist das Saugmaul, das aus den dicken Lippen gebildet wird. Barteln fehlen. Da das Maul, an Steinen angesaugt, nicht zur Aufnahme von Atemwasser zur Verfügung steht, wird dieses durch eine kleine, separierte Öffnung im Oberteil der Kiemenspalte aufgenommen. Im unteren Teil der Kiemenspalte wird das Atemwasser wieder ausgestoßen.
- Flossenformel: Dorsale 3–4/9–10, Anale 3–4/4–5, Pectorale 1/10–11/1, Ventrale 1/7/1.
- Schuppenformel: mLR (37) 39–41, SL 36–40.

## Lebensweise
Die Siamesische Saugschmerle ist revierbildend und aggressiv gegenüber Artgenossen. Jungfische ernähren sich von Algen, die sie von Steinen, Holz und Pflanzen abraspeln. Ausgewachsene Fische sind Allesfresser.
In ihrer Heimat wird sie auch als Speisefisch verwendet, in den Industriestaaten als Aquarienfisch gehalten. Häufig wird eine albinotische Farbvariante unter dem Namen Zitronen-Saugschmerle gehandelt.